# Acer buzimpala
Acer buzimpala é uma espécie de árvore do gênero Acer, pertencente à família Aceraceae.